# Calendar Days
 (juin 2017).
Si vous disposez d'ouvrages ou d'articles de référence ou si vous connaissez des sites web de qualité traitant du thème abordé ici, merci de compléter l'article en donnant les références utiles à sa vérifiabilité et en les liant à la section « Notes et références ».
Albums de The Rocket Summer
The Rocket Summer (EP)
(2000) Hello, Good Friend
(2005)
Calendar Days est le premier album de The Rocket Summer, groupe Texan (américain) de rock indépendant, produit en 2003.
Au Japon, cet album comprend une piste bonus intitulée She's a Seven qui sera, ensuite, incluse, aux États-Unis, sur l'EP The Early Years (en).

## Liste des titres
Toutes les chansons sont écrites et composées par Bryce Avary.
| 1.    | Cross My Heart                | 4:48 |
| 2.    | Skies So Blue                 | 4:42 |
| 3.    | This is Me                    | 3:47 |
| 4.    | Saturday                      | 2:32 |
| 5.    | She's My Baby                 | 3:55 |
| 6.    | That's So You                 | 3:01 |
| 7.    | Mean Thoughts and Cheap Shots | 3:46 |
| 8.    | Movie Stars and Super Models  | 3:32 |
| 9.    | What We Hate, We Make         | 4:34 |
| 10.   | TV Family                     | 4:13 |
| 38:51 |                               |      |

| Titre bonus - Édition Japon (Cutting Edge, 7 juillet 2003) | Titre bonus - Édition Japon (Cutting Edge, 7 juillet 2003) | Titre bonus - Édition Japon (Cutting Edge, 7 juillet 2003) | Titre bonus - Édition Japon (Cutting Edge, 7 juillet 2003) | Titre bonus - Édition Japon (Cutting Edge, 7 juillet 2003) | Titre bonus - Édition Japon (Cutting Edge, 7 juillet 2003) | Titre bonus - Édition Japon (Cutting Edge, 7 juillet 2003) | Titre bonus - Édition Japon (Cutting Edge, 7 juillet 2003) | Titre bonus - Édition Japon (Cutting Edge, 7 juillet 2003) | Titre bonus - Édition Japon (Cutting Edge, 7 juillet 2003) |
| No                                                         | Titre                                                      | Durée                                                      |                                                            |                                                            |                                                            |                                                            |                                                            |                                                            |                                                            |
| ---------------------------------------------------------- | ---------------------------------------------------------- | ---------------------------------------------------------- | ---------------------------------------------------------- | ---------------------------------------------------------- | ---------------------------------------------------------- | ---------------------------------------------------------- | ---------------------------------------------------------- | ---------------------------------------------------------- | ---------------------------------------------------------- |
| 11.                                                        | She's a Seven                                              | 4:20                                                       |                                                            |                                                            |                                                            |                                                            |                                                            |                                                            |                                                            |
| 43:11                                                      |                                                            |                                                            |                                                            |                                                            |                                                            |                                                            |                                                            |                                                            |                                                            |

|  | Shoots and Latters (Previously Unreleased Home Recording) (2011) |
|  | Mean Thoughts and Cheap Shots (Home Demo Version)                |

## Crédits
The Rocket Summer
- Bryce Avary : chant, guitare, basse, batterie, piano, claviers

Membres additionnels
- Adrian Hulet : chœurs (titres 1 et 5)
- Colleyville Middle School girls choir : chant, chœurs (titre 9)

Équipes technique et production
- Production : Bryce Avary
- Mixage : Duane Deering, Darrell LaCour
- Mastering : Gavin Lurssen
- Artwork : Karolina Phillips